# Vereinigte Leichtmetall-Werke (Hannover)

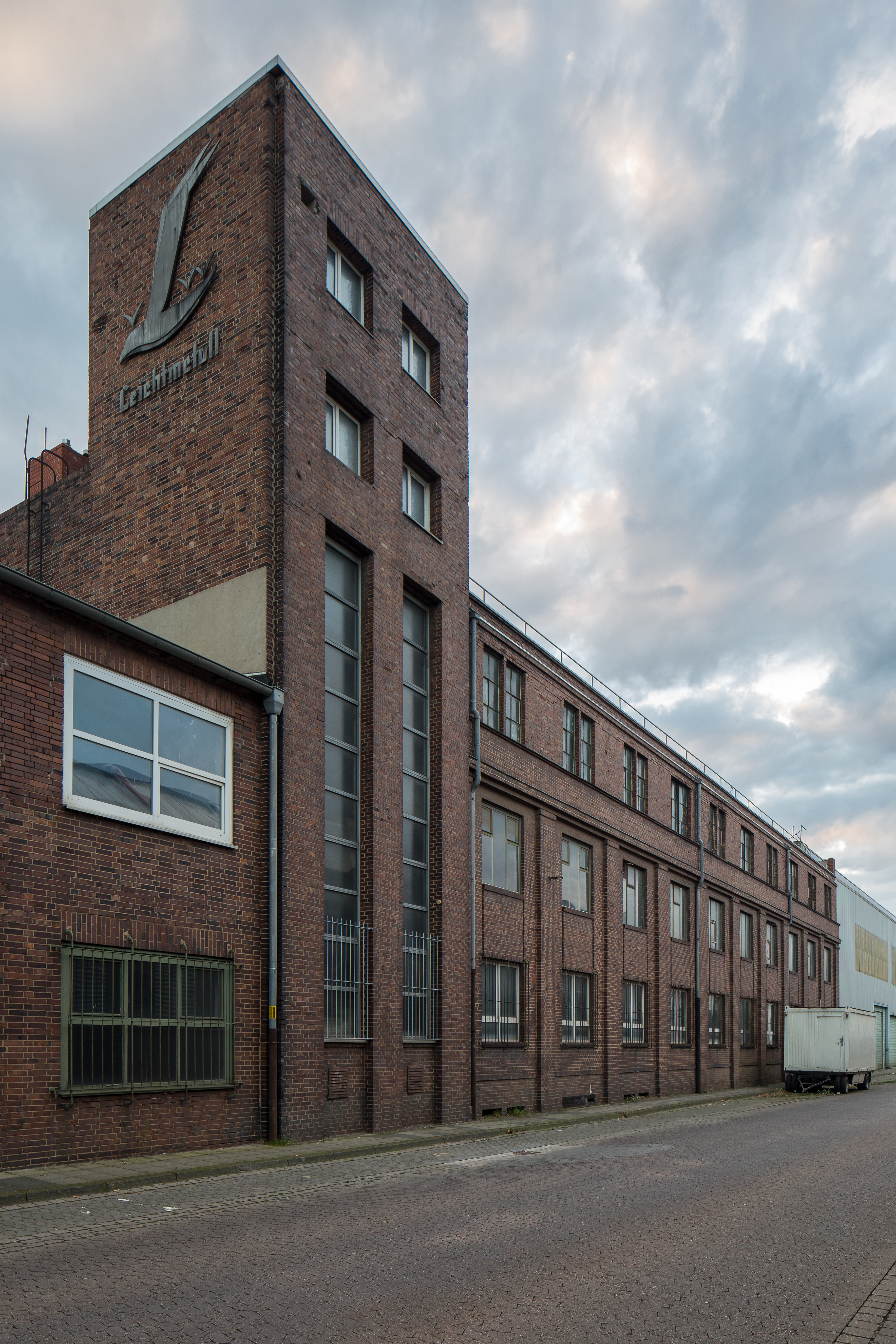
Fabrikgebäude am Schlorumpfsweg mit Möwen-Logo und dem Schriftzug Leichtmetall

Die Vereinigten Leichtmetall-Werke (VLW) in Hannover, auch Vereinigte Leichtmetallwerke (VLM) und Vereinigte Aluminiumwerke (VAW) genannt, war im 20. Jahrhundert eines der größten in Deutschland industriell betriebenen Halbzeug-Werke zur Verarbeitung insbesondere von Aluminium. Die Adresse der Betriebsstätte lautete Göttinger Chaussee 12, zugleich die Anschrift eines heute denkmalgeschützten Gebäudes im hannoverschen Stadtteil Ricklingen nahe Linden. Heute sind zwei Nachfolge-Firmen auf dem Betriebsgelände aktiv: Die Arconic Extrusion GmbH mit ca. 200 Beschäftigten und die Gießerei GmbH mit 40 Beschäftigten.

## Geschichte und Beschreibung
Das hannoversche Aluminiumwerk ging aus einer Initiative der bereits zuvor während der Weimarer Republik im Jahr 1927 in Bonn gegründeten Vereinigten Leichtmetall-Werke in Bonn hervor: Zur Zeit des Nationalsozialismus wurden auf dem Gelände der stillgelegten Hannoverschen Waggonfabrik (HAWA) mit Hilfe eines vom Deutschen Reich gewährten Darlehens von 4 Millionen Reichsmark die HAWA-Einrichtungen nördlich der Frankfurter Allee zu einem modernen Rüstungsbetrieb umfunktioniert. 1935 wurde in Hannover das Werk zur Herstellung von Halbzeugen aus Aluminium und dessen Legierungen in Betrieb genommen. Zu den Produkten zählten Bleche, Bänder, Stangen, Rohre, Profile, Schmiedeteile und Drähte für die heimische Industrie, vor allem für den Flugzeugbau. Doch auch Sicherungshebel für Bombenschlösser und anderes Zubehör für die Luftwaffe verließ das bei Linden gelegene Werk, in dem zeitweilig eine Belegschaft von rund 3500 Personen arbeitete.
1937 wurden zusätzlich neue Leichtmetallwerke in Laatzen errichtet, die ebenfalls in die Rüstungsgüterproduktion einbezogen wurden.

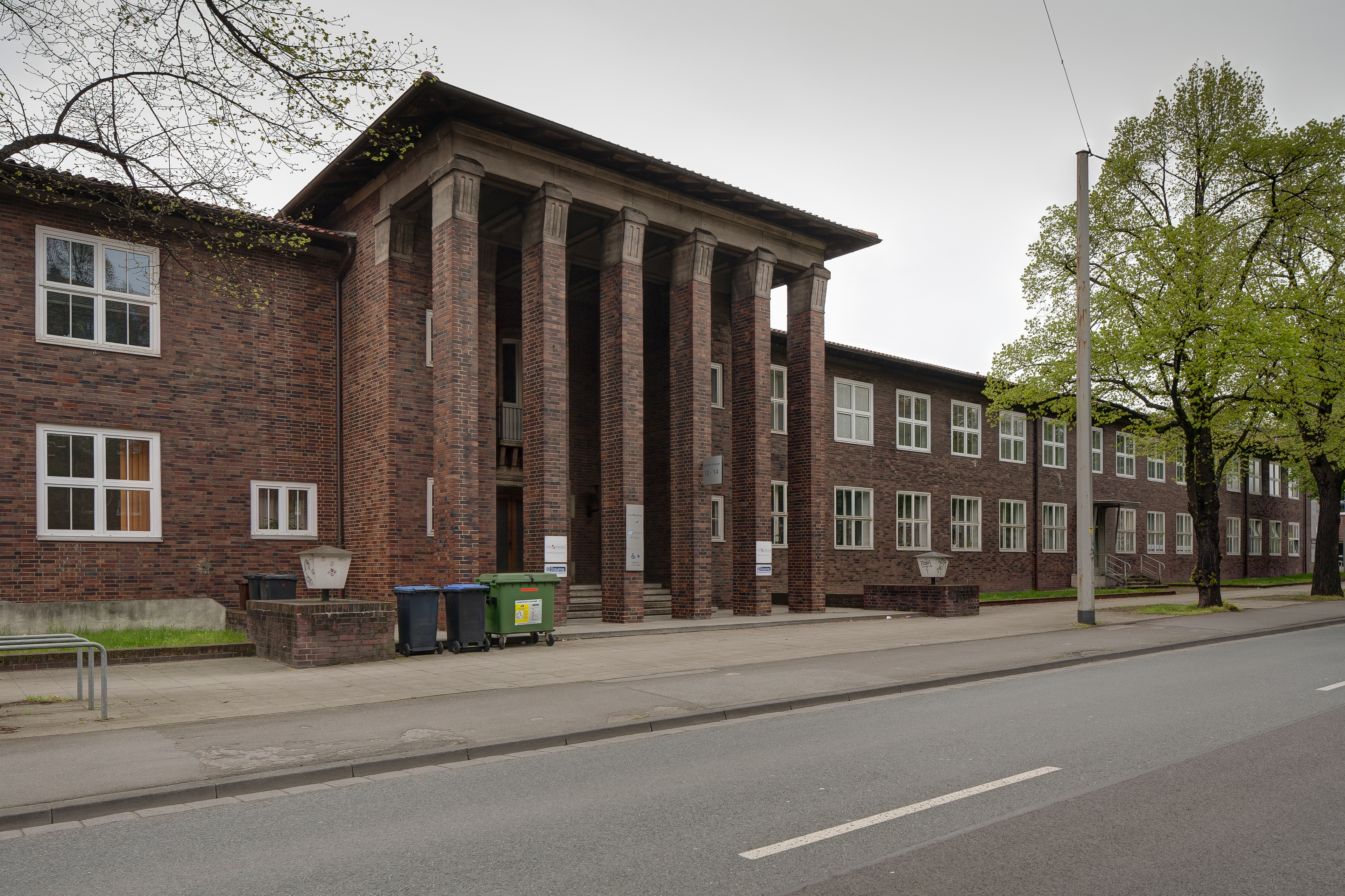
Ehemaliger Haupteingang an der Göttinger Chaussee 12

Im Zweiten Weltkrieg wurden an den Werkbänken der VLW frühzeitig ausländische „Zivilarbeiter“, sprich Fremdarbeiter und Kriegsgefangene, eingesetzt, die in verschiedenen, nach Nationalitäten getrennten Baracken hausen mussten. Unter bewusst grausamen Repressalien war allein in dem Lindener Werk die Anzahl ausländischer Arbeitskräfte vom Juni 1942 bis Ende 1944 auf nunmehr 1533 Menschen mehr als verdoppelt worden.
In der Nachkriegszeit wurde das bei Linden gelegene Werk 1947 auf Befehl der Britischen Militärregierung teilweise demontiert. Nach anfänglich größten Schwierigkeiten konnte das verbliebene Werk jedoch schon Mitte der 1950er Jahre internationale Märkte beliefern.
Im Jahr des 50-jährigen Bestehens traten die hannoverschen Aluminiumwerke als Zulieferer für den Flugzeug- und den Schiffbau auf, aber auch für die Camping-Industrie sowie die Bundeswehr. Mit rund 1.200 Beschäftigten und einem Marktanteil von etwa 25 Prozent stellte der Standort in Hannover seinerzeit das größte Aluminium-Halbzeugwerk in der Bundesrepublik Deutschland dar. Doch schon vier Jahre später begann der Niedergang des inzwischen in staatlichem Besitz befindlichen Unternehmens – mit der Folge betriebsbedingter Kündigungen.
Im Jahr 1983 kam es zu einem bundesweit beachteten Arbeitskonflikt. Im Konflikt um Entlohnungsfragen behauptete die Geschäftsführung, die Eingruppierung aller Beschäftigten sei zu hoch und überschreite die Kriterien des Tarifvertrages. Sie kündigte Abgruppierungen an, was für die Beschäftigten Lohnverluste von bis 500 D-Mark pro Monat bedeutet hätte. Daraufhin kam es am 1. September 1983 zu einer spontanen Arbeitsniederlegung: Über 600 Beschäftigte legten die Arbeit nieder. Die Geschäftsleitung sprach daraufhin 16 Kündigungen aus, u. a. für die Betriebsratsmitglieder Hans Kuck und Wolfgang Minninger. Dem widersprach der Betriebsrat. Während der Verhandlungen vor dem Arbeitsgericht kam es im Betrieb und in ganz Hannover zu mehreren Protestaktionen und Demonstrationen. Es folgten mehrere Verhandlungsrunden zwischen IG Metall und Betriebsrat sowie dem Unternehmen und dem Arbeitgeberverband. Anfang November wurde der Konflikt mit einem außergerichtlichen Vergleich beendet. Die Kündigungen und die geplanten Abgruppierungen wurden zurückgenommen und man verständigte sich auf Verhandlungen über die Eingruppierung der Beschäftigten zwischen Betriebsrat und Unternehmen.
Zu Beginn der 1990er Jahre gesellte sich zu konjunkturellen Problemen auf den internationalen Exportmärkten ein Rückgang der Aufträge durch die Rüstungsindustrie. Schließlich führten das Auftreten neuer Mitbewerber und eine Verschlechterung sowohl der Markt- als auch der Ertragssituation zu weiteren Entlassungen.
Nachdem die Vereinigten Leichtmetall-Werke im Adressbuch der Landeshauptstadt Hannover letztmals für das Jahr 1993 genannt worden waren, wurde das Gewerbe für die hannoversche Betriebsstätte, dessen Hauptsitz in Bonn lag, Ende 1998 abgemeldet. Heute sind zwei Nachfolge-Firmen auf dem Betriebsgelände aktiv: Die Arconic Extrusion GmbH mit ca. 200 Beschäftigten und die Gießerei GmbH mit 40 Beschäftigten. Beide Betriebe sind Mitglied im Verband der Metallindustriellen Niedersachsens und wenden die Flächentarifverträge an. Die Belegschaft ist in hohem Maße in der IG Metall organisiert.

## Schriften
- Veröffentlichungen des Forschungs-Instituts der Vereinigten Leichtmetall-Werke Hannover, 1938–1941[6]